# Xanthoparmelia tuberculata
Xanthoparmelia tuberculata är en lavart som först beskrevs av Vilmos Kőfaragó-Gyelnik och som fick sitt nu gällande namn av T. H. Nash & John Alan Elix. 
Xanthoparmelia tuberculata ingår i släktet Xanthoparmelia och familjen Parmeliaceae. Inga underarter finns listade i Catalogue of Life.